# Lissencephaly (Não mịn)
Lissencephaly, ( hay não phẳng, não trơn, não mịn ) là một rối loạn hình thành não hiếm gặp gây ra bởi tế bào thần kinh bị khiếm khuyết trong ngày thứ 12 đến tuần thứ 24 của thai kỳ dẫn đến thiếu sự phát triển của nếp nhăn (gyri) và rãnh (sulci) ở não. Nó là một dạng rối loạn ngôi đầu. Những từ như 'argyria' (không rãnh) hoặc 'pachygyria' (rãnh rộng) được sử dụng để mô tả sự xuất hiện của các bề mặt của não. Trẻ em mắc phải bệnh lissencephaly thường chậm phát triển, gây khó khăn cho việc học tập hay sinh hoạt thường ngày, động kinh, chúng còn bị co thắt cơ, co giật. Người mắc hội chứng này sẽ bị giảm tuổi thọ, đen đủi hơn có thể gây tử vong trước 10 tuổi.

## Liên kết
- lissencephaly tại Viện Rối loạn Thần kinh và Đột quỵ Quốc gia Hoa Kỳ (NINDS)
- Cortical Foundation (support) Lưu trữ ngày 26 tháng 3 năm 2013 tại Wayback Machine
- Lissencephaly Launch Pad (support) Lưu trữ ngày 26 tháng 12 năm 2005 tại Wayback Machine
- Lissencephaly, generic term Lưu trữ ngày 25 tháng 2 năm 2008 tại Wayback Machine (pdf document Lưu trữ ngày 6 tháng 12 năm 2008 tại Wayback Machine) - concise and thorough classification of lissencephaly by prof. Alan Verloes.
- GeneReviews/NCBI/NIH/UW entry on DCX-Related Disorders
- OMIM entries on DCX-Related Disorders
- GeneReview/NIH/UW entry on LIS1 Lissencephaly
- MRI Imaging[liên kết hỏng]  Lissencephaly/Agyria